# 布雷奥干篮球俱乐部
布雷奥干篮球俱乐部（西班牙語：CB Breogán），是西班牙的一个职业篮球俱乐部，成立于1966年。布雷奥干现参加西班牙篮球甲级联赛（Liga ACB），夺得1次Liga ACB冠军。